# Xã Eagle Lake, Quận Otter Tail, Minnesota
Xã Eagle Lake (tiếng Anh: Eagle Lake Township) là một xã thuộc quận Otter Tail, tiểu bang Minnesota, Hoa Kỳ. Năm 2010, dân số của xã này là 378 người.